# Masskjutningen i Hanau 2020
Masskjutningen i Hanau 2020 utfördes 22.00 (lokal tid), den 19 februari 2020. Gärningsmannen dödade tio personer och skadade ytterligare fem personer. Gärningsmannen attackerade en vattenpipsbar, varpå skottlossningen sedan fortsatte mot en annan vattenpipsbar där ytterligare offer sköts till döds.
Följande dag, kl 05.15 på morgonen, hittades pistolmannen identifierad som Tobias Rathjen och hans mor döda i deras lägenhet.

## Offer
Nio personer mördades under de två skjutningarna: fem var turkiska kurder, en var bosnier, en bulgar, en rumän och en var polack. Även Tobias Rathjens mamma mördades i attentaten. Ett av dödsoffren var ägaren till den ena av barerna. Tre personer dog i den första skjutningen, och fem i den andra. En nionde person dog på sjukhus dagen efter.

## Gärningsman
Skytten identifierades som 43-årige Tobias Rathjen, en högerextremist och nynazist. Han publicerade ett manifest och videor på sin privata hemsida, där han presenterar sina politiska ståndpunkter och teorier, där bland annat Donald Trump anklagas för att ha stulit hans slogans. Vidare talar han om konspiratoriskt om statens hemliga baser under jord i USA där det "offras småbarn" och nämner paranoida tankar om hemliga "budskap" han ska ha fått av en "kraft" till sin hjärna som bebis. Han skrev bland annat att hemliga agenter jagar honom och att han guidas i livet av "en röst" sedan barndomen. Han uttryckte även frustration över att inte kunna uppleva ett intimt förhållande med en kvinna, på grund av sina psykologiska svårigheter i livet. Han uttryckte hat mot invandrare och förespråkar massmord av personer från Mellanöstern, Centralasien och Nordafrika.